# Hubert Ramsey
Hubert Walter Ramsey (* 3. Oktober 1874 in London; † 8. Februar 1968 in Battle) war ein britischer Lacrossespieler.

## Erfolge
Hubert Ramsey war bei den Olympischen Spielen 1908 in London Mitglied der britischen Lacrossemannschaft und spielte auf der Position eines Verteidigers. Neben ihm gehörten außerdem George Alexander, George Buckland, Sydney Hayes, Wilfrid Johnson, Edward Jones, Reginald Martin, Norman Whitley, Johnson Parker-Smith, Gerald Mason, Charles Scott und Eric Dutton zum Aufgebot. Nach dem Rückzug der südafrikanischen Mannschaft wurde im Rahmen der Spiele lediglich eine Lacrosse-Partie gespielt, die zwischen dem Gastgeber aus Großbritannien und Kanada ausgetragen wurde. Nach einer 6:2-Halbzeitführung gewannen die Kanadier die Begegnung letztlich mit 14:10, sodass Ramsey ebenso wie seine Mannschaftskameraden die Silbermedaille erhielt.
Ramsey spielte auf Vereinsebene für den Woodford Lacrosse Club. Neben Spielen für England bestritt er auch zahlreiche Partien auf County-Ebene für Essex und für The South in der zur damaligen Zeit prestigereichen Begegnung gegen The North. Beruflich war er den Großteil seines Arbeitslebens am London Stock Exchange tätig.